# Kabinett Cîțu
Das Kabinett Cîțu war die von Ministerpräsident Florin Cîțu gebildete Regierung Rumäniens. Sie war vom 23. Dezember 2020 bis zum 25. November 2021 im Amt, nach einem verlorenen Misstrauensvotum am 5. Oktober 2021 nur noch kommissarisch, und wurde von der Regierung Ciucă abgelöst.

## Geschichte
Nach den Parlamentswahlen im Dezember 2020 bildeten die liberalkonservative PNL, das liberale Parteienbündnis USR-PLUS und die Partei der ungarischen Minderheit UDMR eine Koalitionsregierung. An der Spitze stand der vorherige Finanzminister Cîțu. Neun Ministerien gingen an die PNL, sechs Ministerien an die USR-PLUS und drei Ministerien an die UDMR.
Den Vorsitz in der Abgeordnetenkammer übernahm der vorherige Ministerpräsident Ludovic Orban (PNL), an die Spitze des Senats wurde Anca Dana Dragu (PLUS) gewählt.

## Zusammensetzung
Das Kabinett besteht aus 21 Mitgliedern:
| Ministerpräsident                                             |  | Florin Cîțu                  | PNL       | 23. Dezember 2020 |                   |
| Stellvertretender Ministerpräsident                           |  | Dan Barna                    | USR       | 23. Dezember 2020 | 7. September 2021 |
| Stellvertretender Ministerpräsident                           |  | Hunor Kelemen                | UDMR      | 23. Dezember 2020 |                   |
| Minister des Auswärtigen                                      |  | Bogdan Aurescu               | parteilos | 23. Dezember 2020 |                   |
| Minister des Innern                                           |  | Lucian Bode                  | PNL       | 23. Dezember 2020 |                   |
| Minister der Justiz                                           |  | Stelian Ion                  | USR       | 23. Dezember 2020 | 1. September 2021 |
| Minister der Justiz                                           |  | Lucian Bode (amtierender)    | PNL       | 1. September 2021 |                   |
| Minister der Finanzen                                         |  | Alexandru Nazare             | PNL       | 23. Dezember 2020 | 8. Juli 2021      |
| Minister der Finanzen                                         |  | Florin Cîțu (amtierender)    | PNL       | 8. Juli 2021      | 18. August 2021   |
| Minister der Finanzen                                         |  | Dan Vîlceanu                 | PNL       | 18. August 2021   |                   |
| Minister für Wirtschaft, Unternehmertum und Tourismus         |  | Claudiu Năsui                | USR       | 23. Dezember 2020 | 7. September 2021 |
| Minister für Wirtschaft, Unternehmertum und Tourismus         |  | Virgil Popescu (amtierender) | PNL       | 7. September 2021 |                   |
| Minister der Verteidigung                                     |  | Nicolae Ciucă                | PNL       | 23. Dezember 2020 |                   |
| Ministerin für Arbeit und Soziales                            |  | Raluca Turcan                | PNL       | 23. Dezember 2020 |                   |
| Minister für Verkehr und Infrastruktur                        |  | Cătălin Drulă                | USR       | 23. Dezember 2020 | 7. September 2021 |
| Minister für Verkehr und Infrastruktur                        |  | Dan Vîlceanu (amtierender)   | PNL       | 7. September 2021 |                   |
| Minister für Entwicklung, öffentliche Arbeiten und Verwaltung |  | Attila Cseke                 | UDMR      | 23. Dezember 2020 |                   |
| Minister für Energie                                          |  | Virgil Popescu               | PNL       | 23. Dezember 2020 |                   |
| Minister für Umwelt, Wasser und Forsten                       |  | Barna Tánczos                | UDMR      | 23. Dezember 2020 |                   |
| Minister für Landwirtschaft und ländliche Entwicklung         |  | Nechita-Adrian Oros          | PNL       | 23. Dezember 2020 |                   |
| Minister für Investitionen und EU-Fonds                       |  | Cristian Ghinea              | USR       | 23. Dezember 2020 | 7. September 2021 |
| Minister für Investitionen und EU-Fonds                       |  | Florin Cîțu (amtierender)    | PNL       | 7. September 2021 |                   |
| Minister für Bildung                                          |  | Sorin Cîmpeanu               | PNL       | 23. Dezember 2020 |                   |
| Minister für Forschung, Innovation und Digitalisierung        |  | Ciprian Teleman              | PLUS      | 23. Dezember 2020 | 7. September 2021 |
| Minister für Forschung, Innovation und Digitalisierung        |  | Barna Tánczos (amtierender)  | UDMR      | 7. September 2021 |                   |
| Minister für Kultur                                           |  | Bogdan Gheorghiu             | PNL       | 23. Dezember 2020 |                   |
| Minister für Jugend und Sport                                 |  | Carol Eduard Novak           | UDMR      | 23. Dezember 2020 |                   |
| Minister/-in für Gesundheit                                   |  | Vlad Voiculescu              | PLUS      | 23. Dezember 2020 | 14. April 2021    |
| Minister/-in für Gesundheit                                   |  | Florin Cîțu (amtierender)    | PNL       | 14. April 2021    | 21. April 2021    |
| Minister/-in für Gesundheit                                   |  | Ioana Mihăilă                | PLUS      | 21. April 2021    | 7. September 2021 |
| Minister/-in für Gesundheit                                   |  | Attila Cseke (amtierender)   | UDMR      | 7. September 2021 |                   |